# Superman: La Atracción de Acero
Superman: La Atracción de Acero (deutsch: „Superman: Die Attraktion aus Stahl“) im Parque Warner Madrid (San Martín de la Vega, Autonome Gemeinschaft Madrid, Spanien) ist eine Stahlachterbahn vom Modell Floorless Coaster des Herstellers Bolliger & Mabillard, die am 6. April 2002 in der damaligen Warner Bros. Movie World Madrid eröffnet wurde. Sie ist bis heute die einzige Achterbahn vom Typ Floorless Coaster in Spanien.
Sie befindet sich im DC Super Heroes World-Themenbereich des Parks.

## Fahrt
Nachdem der Zug mit einem Lifthill in 50 m Höhe gezogen wurde, erreicht er vor dem First Drop einen kleinen Predrop. Nach der Abfahrt durchfährt der Zug sieben Inversionen: Als erstes einen Looping, gefolgt von einem Immelmann, der in die Zero-g-Roll mündet. Die anschließende Cobra-Roll besteht aus zwei Inversionen, ebenso wie die Interlocking Corkscrews, die vor der Schlussbremse durchfahren werden.

## Züge
Superman: La Atracción de Acero besitzt zwei Züge mit jeweils acht Wagen. In jedem Wagen können vier Personen (eine Reihe) Platz nehmen.

## Fotos

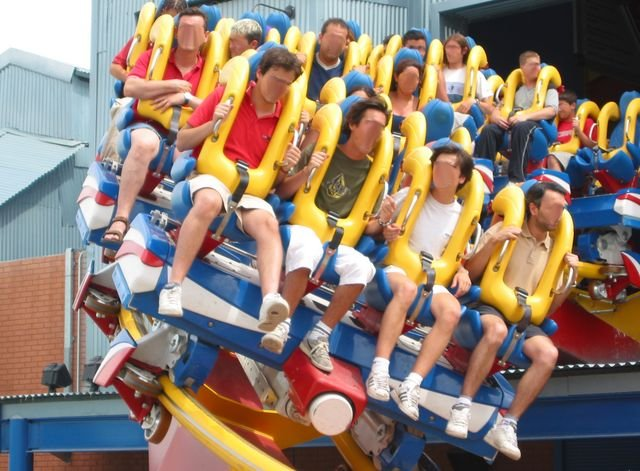
Zug
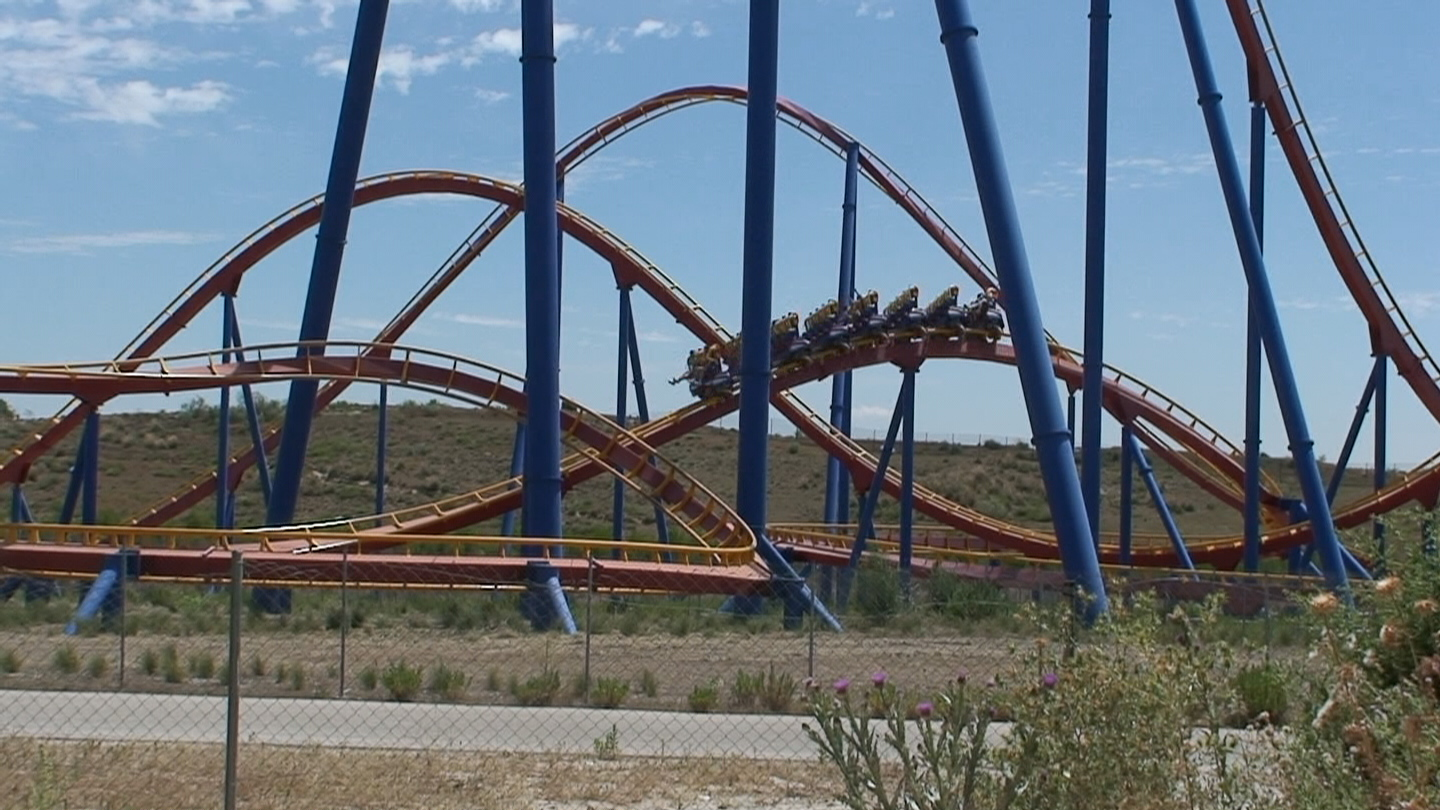
Zero-G-Roll, Camelback und Helix
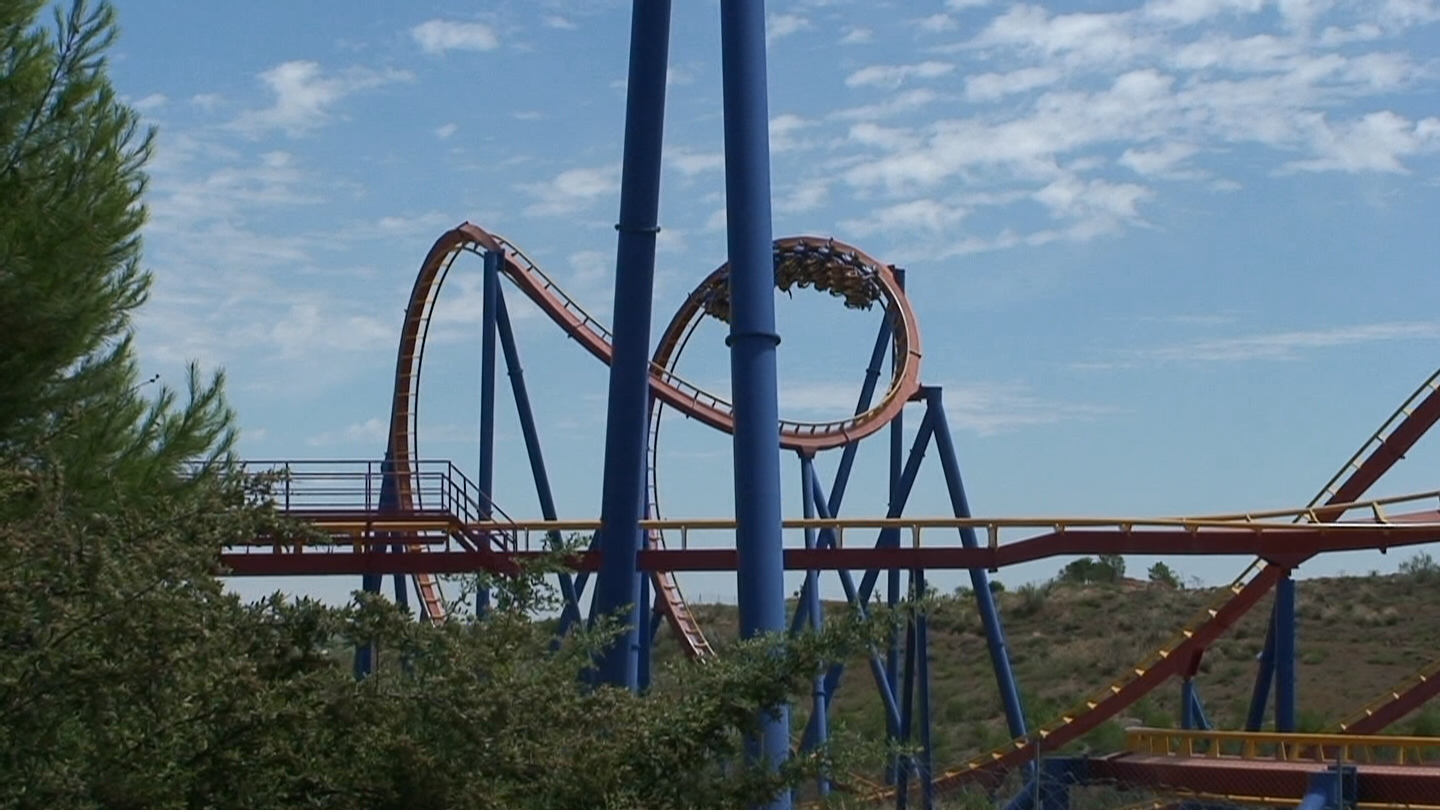
Cobra-Roll